# Antaeus (band)
Antaeus is een Franse blackmetalband die in 1994 door MkM.
Alhoewel de band al enige jaren actief was braken ze pas echt door met hun mini-cd "Rekordin 2000-1". Rekordin 2000-1 bevatte twee nummers die dienden als promo voor hun debuutalbum "Cut Your Flesh and Worship Satan". De mini-cd werd uitgebracht op het eigen label van MkM "Spikekult Records" in samenwerking met "End All Life Records". Het eerste album volgde en zorgde voor meer bekendheid voor de band. Antaeus speelde overwegend snelle black metal in het evenbeeld van Darkthrone. Diverse splits and studioalbums volgden. In 2006 kwam hun album "Blood Libels" uit waarna ze samen met het Duitse Secrets of the Moon op tournee gingen. Volgens MkM zal dit de laatste tour voor Antaeus zijn, alhoewel ze albums zullen blijven uitbrengen.

## Bezetting

### Huidige bezetting
- MkM - Vocalist
- LSK - Bassiste
- Set - Guitars

## Discografie

### Studioalbums en live-albums
- 1999 Nihil Khaos (live)
- 2000 Cut Your Flesh and Worship Satan
- 2002 Satanik Audio Violence (live)
- 2002 De Principii Evangelikum
- 2006 Blood Libels

### Ep's en splits
- 1998 split met Eternal Majesty
- 2000 Rekordin 2000-1 (ep)
- 2001 split met Necrophagia "Reverse Voices of the Dead"
- 2001 split met Eternal Majesty, Deviant, Hell Militia "SPK Kommando"
- 2001 split met Aosoth
- 2003 split met Krieg "Live Split"
- 2004 Rot (ep)
- 2005 split met Malcious Secrets "From the Entrails to the Dirt Part I"

### Demo's
- 1995 Y.A.T.B.O.T.M.
- 1996 Supremacist Dawn
- 1998 Promo'98